# Źródła przychodów
Źródła przychodów – pojęcie występujące w prawie podatkowym określające, skąd pochodzi przedmiot opodatkowania podatkiem dochodowym. Zgodnie z art.10 Ustawy z dnia 26 lipca 1991 r. o podatku dochodowym od osób fizycznych (Dz.U. 1991 Nr 80 poz. 350) źródłami przychodów są:
- Stosunek służbowy, stosunek pracy, w tym spółdzielczy stosunek pracy, członkostwo w rolniczej spółdzielni produkcyjnej lub innej spółdzielni zajmującej się produkcją rolną, praca nakładcza, emerytura lub renta,
- Działalność wykonywana osobiście,
- Pozarolnicza działalność gospodarcza,
- Działy specjalne produkcji rolnej,
- Najem, podnajem, dzierżawa, poddzierżawa oraz inne umowy o podobnym charakterze, w tym również dzierżawa, poddzierżawa działów specjalnych produkcji rolnej oraz gospodarstwa rolnego jego składników na cele nierolnicze albo na prowadzenie działów specjalnych produkcji rolnej, z wyjątkiem składników majątku związanych z działalnością gospodarczą,
- Kapitały pieniężne i prawa majątkowe, w tym odpłatne zbycie praw majątkowych innych niż wymienione w pkt. 7 lit. a–c,
- Odpłatne zbycie (z zastrzeżeniem sytuacji określonych w art. 10 ust. 2 ustawy):
  - nieruchomości lub ich części oraz udziału w nieruchomości,
  - spółdzielczego własnościowego prawa do lokalu mieszkalnego lub użytkowego oraz prawa do domu jednorodzinnego w spółdzielni mieszkaniowej,
  - prawa wieczystego użytkowania gruntów,
  - innych rzeczy.

Jeżeli odpłatne zbycie nie następuje w wykonaniu działalności gospodarczej i zostało dokonane: w przypadku odpłatnego zbycia nieruchomości i praw majątkowych określonych w podpunktach a -c - przed upływem pięciu lat, licząc od końca roku kalendarzowego, w którym nastąpiło nabycie lub wybudowanie, a innych rzeczy - przed upływem pół roku, licząc od końca miesiąca, w którym nastąpiło nabycie (w przypadku zamiany okresy te odnoszą się do każdej z osób dokonujących zamiany).
- Inne źródła omówione w art. 20 ustawy.